# 烏特沃足球會
Utebo Fútbol Club）是一支位於西班牙阿拉貢自治區薩拉戈薩省烏特沃的職業足球會，目前於西班牙皇家足協丙組聯賽第17組角逐。

## 榮譽
- 西班牙皇家足協丙組聯賽: 2003–04

## 著名球員
- 魯賓·加西亞

## 外部連結
- Official website （页面存档备份，存于） （西班牙語）
- Futbolme team profile （页面存档备份，存于） （西班牙語）